# Rhyacophila subovata
Rhyacophila subovata är en nattsländeart som beskrevs av Martynov 1913. Rhyacophila subovata ingår i släktet Rhyacophila och familjen rovnattsländor. Inga underarter finns listade i Catalogue of Life.